# Leif G. W. Persson
Leif Gustav Willy Persson (narozen 12. března 1945, Stockholm) je švédský kriminalistický specialista, spisovatel a expert vystupující v televizních pořadech. Má čtyři děti, z nichž dcera Malin Persson Giolito je také spisovatelkou úspěšných kriminálních románů. Za své knihy získal řadu prestižních literárních ocenění: 3x Bästa svenska kriminalroman (Cena pro nejlepší švédský krimi román), 1x Glasnyckeln (Skleněný klíč: nejlepší detektivní román pěti severských států), 1x Palle Rosenkrantz Prisen (dánská cena udělovaná za nejlepší knihu přeloženou do dánštiny).

## Život a kariéra
Narodil se 12. března 1945 ve Stockholmu, jeho otcem byl Gustav Persson a maminkou Margit Perssonová. Navštěvoval prestižní střední školu Norra Real. Ta se nachází na ulici Roslagsgatan 1, ve stockholmské čtvrti Vasastaden a jde o nejstarší střední školu ve Stockholmu (založena 1876). Na této škole studovala celá řada známých osobností, např. Manne Siegbahn (nositel Nobelovy ceny za fyziku) nebo Gunnar Myrdal (nositel Nobelovy ceny za ekonomii) a přijímací zkoušky jsou považovány za jedny z nejobtížnějších. Žije ve městě Solna v blízkosti Stockholmu.
Původně vůbec neplánoval být spisovatel, ale v roce 1977, když již řadu let pracoval jako kriminalistický specialista v ústředí stockholmské policie, se Persson stal whistleblowerem a spolupracoval s novinářem Peter Brattem na odhalení skandálu, který dostal označení „skandál Geijer“. Šlo o utajovaný dopis zaslaný švédskou policií tehdejšímu předsedovi švédské vlády, kterým byl Olof Palme, a který se týkal údajných vazeb tehdejšího švédského ministra spravedlnosti (Lennart Geijer: odsud název skandálu), na skupinu prostitutek ve Stockholmu (některé navíc zřejmě byly nezletilé). Novinář Peter Bratt o skandálu publikoval sérii článku v Dagens Nyheter (v době skandálu nejvýznamnější a nejčtenější švédské noviny).
Persson byl na základě toho okamžitě propuštěn z policie a čelil obrovskému nátlaku i vyhrožování, až ho tyto události téměř přiměly k sebevraždě. Nakonec ale začal přednášet jako kriminolog na Stockholmské univerzitě a skandál ho později inspiroval k napsání prvního románu Grisfesten. V roce 1992 začal jako profesor kriminologie znovu pracovat pro polici, kde působil až do roku 2012, do svého odchodu do důchodu.
Ve Švédsku je velmi znám nejen jako autor kriminálních románů, ale pravidelně působil také jako kriminální expert v televizi a novinách, kde komentoval význačné kriminální případy. Mezi roky 1999 a 2009 působil jako expert v pořadu Efterlyst televize TV3, který je primárně o hledaných osobách, podezřelých z nějaké zločinu. Mezi roky 2010 a 2018 účinkoval v televizi SVT, v pořadu Veckans Brott (s Camillou Kvartoft). Tento pořad se primárně zaměřuje na nevyřešené současné i staré švédské kriminální případy.

## Literární činnost
Jeho první a stěžejní kriminální román Grisfesten z roku 1978 (anglicky The Pig Party) vychází ze skutečných (výše popsaných) událostí „skandálu Geijer“, i když v úvodu to autor z pochopitelných důvodů popírá. Zatím nebyl přeložen do češtiny (několik jeho pozdějších románů ano), ale jeho velmi úspěšná filmová verze byla promítána v československých kinech a později také vysílána v Československé televizi. Film Muž z Mallorky (1984, režie Bo Widerberg) je oceňován jak diváky, tak švédskými i zahraničními filmovými kritiky. Režisér Bo Widerberger již předtím natočil neméně úspěšný film podobného názvu a stejného žánru: Muž na střeše, který vychází z románu Säffleská bestie švédské autorské dvojice Maj Sjöwallová a Per Wahlöö. Oba filmy natáčel totožný filmový štáb a téměř stejné bylo i herecké obsazení. Oproti předchozímu filmu došlo pouze k jediné změně: postavu Dahlgrena začal hrát Carl-Gustaf Lindstedt, který účinkoval i v předchozím filmu. Ale po třech natáčích dnech (pro vážnější zdravotní potíže herce) byla postava Dahlgrena přeobsazena a hraje ji Ernst Günther.

## Literární postavy
V románech Leif G. W. Perssona není jedna hlavní postava (nebo několik hlavních postav), která by se vyskytovala ve všech knihách. Místo toho lze jeho knihy rozdělit na tři skupiny: v první skupině strana zákona zastupují policejní inspektoři Bo Jarnebring a jeho nejlepší přítel Lars Martin „Johan“ Johansson, (zatím) ve čtyřech knihách se vyskytuje detektiv Evert Bäckström a poslední skupinu tvoří knihy s kriminalistkou Anne Holtovou.

### Inspektoři Jarnebring a Johansson
Jde o nejstarší literární postavy v díle Leif G. W. Perssona. Dvojice policejních inspektorů Bo Jarnebring a jeho nejlepší přítel Lars Martin „Johan“ Johansson jsou nejen parťáci při kriminalistickém pátrání, ale jsou to současně dva nejlepší přátelé v osobním životě. Vyskytují se již v prvním románu Grisfesten. Ve filmové verzi Muž z Mallorky si postavy „posledních dvou spravedlivých a nezkorumpovaných policistů“ zahráli Sven Wollter (inspektorů Jarnebring) a Tomas von Brömssen (inspektor Johansson). Tyto postavy se vyskytují také ve dvou TV mini-sériích z roku 2013 a 2014–2015. Zde je hráli Per Svensson (Jarnebring) a Rolf Lassgård.

### Kriminalista Evert Bäckström
Kriminalista či detektiv z oddělení vražd je v knihách charakterizován jako jeden z nejlepších vyšetřovatelů švédské policies, vyniká zejména svou dedukcí. Tato fiktivní postava vystupuje (zatím) ve čtyřech románech, které se česky jmenují: (1) Linda - příběh zločinu; (2) Ten, který zabil draka; (3) Jak to bylo doopravdy s Pinokiovým nosem a (4) Zemřít dvakrát.

### Kriminalistka Anna Holtová
Zvláštností této postavy není to, že vyšetřovatelkou v oddělení vražd je žena. To je naopak pro žánr nordic noir typické. Ale tato postava se vyskytuje nejen v románech Leif G. W. Perssona, ale také v románech jeho kamaráda a také spisoatel Jan Guillou.

## Ocenění
Cenu pro nejlepší švédský krimi román (švédsky Bästa svenska kriminalroman), kterou každoročně uděluje Svenska Deckarakademin (Švédská akademie spisovatelů detektivní a krimi literatury) získal hned třikrát: v roce 1982 za román Samhällsbärarna, v roce 2003 za román En annan tid, ett annat liv (česky 2012: V jiném čase, v jiném životě) a v roce 2010 za román Den döende detektiven (česky 2018: Umírající detektiv in 2010).
Cenu Skleněný klíč (švédsky Glasnyckeln, dánsky Glasnøglen, norsky Glassnøkkelen, finsky Lasiavain-palkinto a islandsky Glerlykillinn), kterou každoročně uděluje Skandinaviska Kriminalsällskapet (sdružení spisovatelů krimi literatury že všech severských států), přičemž posuzuje romány vydané ve všech pěti severských státech, získal v roce 2011 rovněž za román Umírající detektiv. Cenu Palle Rosenkrantze (dánsky Palle Rosenkrantz Prisen, pojmenovanou po prvním dánském spisovateli detektivek: 1867–1941) získal v roce 2011 za nejlepší knihu přeloženou do dánštiny). Kromě toho již zmiňovaný film Muž z Mallorky, natočený podle jeho románu Grisfesten získal ocenění Zlatohlávek (nejvýznamnější švédská filmová cena).